# رودني غراهام
رودني غراهام (بالإنجليزية: Rodney Graham)‏ (و. 1949  م) هو مخرج أفلام، ومصور، ونحات كندي، ولد في أبوتسفورد، كولومبيا البريطانية، شارك في معرض دوكومنتا التاسع ‏.

## التعليم
تعلم في جامعة كولومبيا البريطانية.

## جوائز
حصل على جوائز منها:
- ضابط وسام كندا.

## روابط خارجية
- رودني غراهام على موقع IMDb (الإنجليزية)
- رودني غراهام على موقع IMDb (الإنجليزية)
- رودني غراهام على موقع مونزينجر (الألمانية)
- رودني غراهام على موقع ميوزك برينز (الإنجليزية)
- رودني غراهام على موقع ديسكوغز (الإنجليزية)
- رودني غراهام على موقع ديسكوغز (الإنجليزية)